# Sssnake
Sssnake es un videojuego publicado en 1982 por la empresa Data Age para la consola Atari 2600. Es considerado uno de los peores videojuegos que se hizo para ese sistema.